# Frisiskt björnbär
Frisiskt björnbär (Rubus frisicus) är en rosväxtart som först beskrevs av Friderichsen och Wilhelm Olbers Focke, och fick sitt nu gällande namn av Wilhelm Olbers Focke. Enligt Catalogue of Life ingår Frisiskt björnbär i släktet rubusar och familjen rosväxter, men enligt Dyntaxa är tillhörigheten istället släktet rubusar och familjen rosväxter. Arten har ej påträffats i Sverige. Inga underarter finns listade i Catalogue of Life.